# Fahrafeld mit Neuhaus und Arnstein
Die Herrschaft Fahrafeld mit Neuhaus und Arnstein war eine Grundherrschaft im Viertel unter dem Wienerwald im Erzherzogtum Österreich unter der Enns, dem heutigen Niederösterreich.

## Ausdehnung
Die Herrschaft umfasste zuletzt die Ortsobrigkeit über Fahrafeld, Weissenbach, Schatzen, Edla, Neuhaus, Gadenwaid, Kienberg, Schwarzensee, Raisenmarkt, Rohrbach, Groisbach, Untermayerhof, Holzschlag, Obermayerhof und Schwechatbach. Der Sitz der Verwaltung befand sich in Fahrafeld.

## Geschichte
Letzter Inhaber der Allodialherrschaft war der Unternehmer und Bankier Georg Simon Freiherr von Sina zu Hodos und Kizdia, der als größter Grundbesitzer Ungarns galt und auch im Viertel ober dem Manhartsberg begütert war, bis die Herrschaft als Folge der Reformen 1848/1849 aufgelöst wurde.